# Nepticula
Nepticula är ett släkte av fjärilar. Nepticula ingår i familjen dvärgmalar.

## Dottertaxa tillNepticula, i alfabetisk ordning[1]
- Nepticula aceris
- Nepticula aeneela
- Nepticula aeneofasciata
- Nepticula aeneofasciella
- Nepticula aerifica
- Nepticula aeriventris
- Nepticula albicomella
- Nepticula albimaculella
- Nepticula alicia
- Nepticula alliatae
- Nepticula altella
- Nepticula altvateri
- Nepticula amelanchierella
- Nepticula amseli
- Nepticula amygdali
- Nepticula anazona
- Nepticula andina
- Nepticula anguinella
- Nepticula angustella
- Nepticula apicialbella
- Nepticula arbatella
- Nepticula arbusculae
- Nepticula arcuata
- Nepticula argentifasciella
- Nepticula argyrodoxa
- Nepticula arifoliella
- Nepticula assimilella
- Nepticula atterima
- Nepticula aurella
- Nepticula aureocapitella
- Nepticula auriciliella
- Nepticula auritella
- Nepticula auromarginella
- Nepticula auxozona
- Nepticula avianella
- Nepticula azaroli
- Nepticula badiocapitella
- Nepticula basalella
- Nepticula belfrageella
- Nepticula benanderella
- Nepticula bifasciella
- Nepticula bistrimaculella
- Nepticula bleonella
- Nepticula bolli
- Nepticula braunella
- Nepticula brunensis
- Nepticula buhri
- Nepticula caenodora
- Nepticula caliginosa
- Nepticula canadensis
- Nepticula caradjai
- Nepticula carpinella
- Nepticula caryaefoliella
- Nepticula castaneaefoliella
- Nepticula castanella
- Nepticula cerea
- Nepticula cerris
- Nepticula chalcitis
- Nepticula chalybeia
- Nepticula cilliaefuscella
- Nepticula cistivora
- Nepticula clemensella
- Nepticula clinomochla
- Nepticula comari
- Nepticula condaliafoliella
- Nepticula confusella
- Nepticula continuella
- Nepticula corvimontana
- Nepticula corylifoliella
- Nepticula costalimai
- Nepticula cotoneastrella
- Nepticula cotoneastri
- Nepticula crantziella
- Nepticula crataegifoliella
- Nepticula crenulatae
- Nepticula crypsixantha
- Nepticula cuprata
- Nepticula cypracma
- Nepticula dallasiana
- Nepticula dewitziella
- Nepticula diffasciae
- Nepticula diffinis
- Nepticula diniensis
- Nepticula diplocosma
- Nepticula discolorella
- Nepticula discrepans
- Nepticula diversa
- Nepticula dorsiguttella
- Nepticula dorycniella
- Nepticula dryadella
- Nepticula dulcella
- Nepticula eberhardi
- Nepticula elachistarcha
- Nepticula elisabethella
- Nepticula embonella
- Nepticula endocapna
- Nepticula epicosma
- Nepticula erechtitus
- Nepticula erythrogenella
- Nepticula eurydesma
- Nepticula exasperata
- Nepticula fagi
- Nepticula filipendulae
- Nepticula flavipedella
- Nepticula flexuosella
- Nepticula floslactella
- Nepticula fragariella
- Nepticula fragarivora
- Nepticula freyella
- Nepticula fulgens
- Nepticula fulva
- Nepticula fulvomacula
- Nepticula funeralis
- Nepticula fuscocapitella
- Nepticula fuscotibiella
- Nepticula galactacma
- Nepticula gambiana
- Nepticula gei
- Nepticula geminella
- Nepticula gilva
- Nepticula gilvella
- Nepticula gimmonella
- Nepticula glycystrota
- Nepticula gossypii
- Nepticula gozmany
- Nepticula gracilivora
- Nepticula grandinosa
- Nepticula grandisella
- Nepticula guittonae
- Nepticula gustafssoni
- Nepticula hahniella
- Nepticula hannoverella
- Nepticula helbigi
- Nepticula hemargyrella
- Nepticula heringella
- Nepticula heringi
- Nepticula heteranthes
- Nepticula hexapetalae
- Nepticula hobohmi
- Nepticula hodgkinsonii
- Nepticula homophaea
- Nepticula hoplometalla
- Nepticula huebnerella
- Nepticula hylomaga
- Nepticula hypericella
- Nepticula ignobiliella
- Nepticula ilicis
- Nepticula ilicivora
- Nepticula inaequalis
- Nepticula incognitella
- Nepticula insignis
- Nepticula insulata
- Nepticula intermedia
- Nepticula interrupta
- Nepticula ipomoeella
- Nepticula isochalca
- Nepticula johannis
- Nepticula jubae
- Nepticula juglandifoliella
- Nepticula juncta
- Nepticula klimeschi
- Nepticula ladeniphila
- Nepticula lapponica
- Nepticula lappovimella
- Nepticula laquaeorum
- Nepticula latifasciella
- Nepticula lediella
- Nepticula lemniscella
- Nepticula leucargyra
- Nepticula leucostigma
- Nepticula libera
- Nepticula liechtensteini
- Nepticula ligustrella
- Nepticula lindquisti
- Nepticula liochalca
- Nepticula lonicerarum
- Nepticula lorantivora
- Nepticula lucida
- Nepticula luteellina
- Nepticula macrocarpae
- Nepticula macrochaeta
- Nepticula macrolepidella
- Nepticula maculosella
- Nepticula mahalebella
- Nepticula mali
- Nepticula malicola
- Nepticula malivora
- Nepticula maoriella
- Nepticula marginocolella
- Nepticula maridingella
- Nepticula marmaropa
- Nepticula maximella
- Nepticula melanospila
- Nepticula melanotis
- Nepticula mespilicola
- Nepticula micromeriae
- Nepticula microtheriella
- Nepticula minimella
- Nepticula minorella
- Nepticula molybditis
- Nepticula monspessulani
- Nepticula muricatella
- Nepticula myricafoliella
- Nepticula myrtillella
- Nepticula neodora
- Nepticula nickerli
- Nepticula nigra
- Nepticula nigricapitella
- Nepticula nigrita
- Nepticula nigriverticella
- Nepticula nigrobrunnella
- Nepticula nigrosparsella
- Nepticula niridella
- Nepticula nitens
- Nepticula nivenburgensis
- Nepticula nobilella
- Nepticula nowakowskii
- Nepticula nyssaefoliella
- Nepticula obliquella
- Nepticula obscurella
- Nepticula occultella
- Nepticula ochrefasciella
- Nepticula ogygia
- Nepticula oligosperma
- Nepticula olyritis
- Nepticula opulifoliella
- Nepticula oriastra
- Nepticula oritis
- Nepticula ostryaefoliella
- Nepticula pallida
- Nepticula pallustrella
- Nepticula paludicola
- Nepticula panconistis
- Nepticula paradoxa
- Nepticula pelanodes
- Nepticula peniciliata
- Nepticula perissopa
- Nepticula peterseniella
- Nepticula phyllanthina
- Nepticula plagicolella
- Nepticula planetis
- Nepticula platea
- Nepticula polydoxa
- Nepticula pomella
- Nepticula pomivorella
- Nepticula populella
- Nepticula populetorum
- Nepticula populialbae
- Nepticula populicola
- Nepticula potentillae
- Nepticula poterii
- Nepticula preisseckeri
- Nepticula pretiosa
- Nepticula primaria
- Nepticula primigena
- Nepticula procrastinella
- Nepticula progama
- Nepticula progonopis
- Nepticula promissa
- Nepticula propalaea
- Nepticula prunifoliella
- Nepticula pseudoplatanella
- Nepticula pteliaeella
- Nepticula pumilae
- Nepticula punctulata
- Nepticula purpuratella
- Nepticula purpureae
- Nepticula pygmaeella
- Nepticula pyrellicola
- Nepticula pyricola
- Nepticula quadrinotata
- Nepticula quercifoliae
- Nepticula quercipulchrella
- Nepticula quercistanella
- Nepticula quinquella
- Nepticula repentiella
- Nepticula resplendensella
- Nepticula reuttiella
- Nepticula rhamnella
- Nepticula rhamnicola
- Nepticula rhamnophila
- Nepticula rhorifoliella
- Nepticula robiniella
- Nepticula roborella
- Nepticula rosarum
- Nepticula rosmarinella
- Nepticula rubescens
- Nepticula rubicurrens
- Nepticula rubifoliella
- Nepticula rufella
- Nepticula rusticula
- Nepticula saginella
- Nepticula salicis
- Nepticula sanctaecrucis
- Nepticula sanguisorbiae
- Nepticula sativella
- Nepticula saxatilella
- Nepticula schleichiella
- Nepticula scintillans
- Nepticula semiatella
- Nepticula semicolorella
- Nepticula semipictella
- Nepticula serella
- Nepticula serotinella
- Nepticula similella
- Nepticula simpliciella
- Nepticula slingerlandella
- Nepticula sophorae
- Nepticula sorbi
- Nepticula speciosa
- Nepticula sphendamni
- Nepticula spinosella
- Nepticula splendidissima
- Nepticula splendidissimella
- Nepticula sporadopa
- Nepticula staphyleae
- Nepticula staticis
- Nepticula stelviana
- Nepticula stimulata
- Nepticula strigilella
- Nepticula styracicolella
- Nepticula suberis
- Nepticula suberivora
- Nepticula suberosella
- Nepticula subnitescens
- Nepticula subnitidella
- Nepticula subvirescens
- Nepticula svenssoni
- Nepticula symmora
- Nepticula szocsi
- Nepticula szoecsiella
- Nepticula taeniola
- Nepticula tauromeniella
- Nepticula tengstroemi
- Nepticula tergestina
- Nepticula terminella
- Nepticula teucriella
- Nepticula thoracealbella
- Nepticula thuringiaca
- Nepticula tiliella
- Nepticula tingitella
- Nepticula tityrella
- Nepticula tormentillella
- Nepticula torminalis
- Nepticula trepida
- Nepticula tricentra
- Nepticula trifasciata
- Nepticula trimaculella
- Nepticula trinotata
- Nepticula tristis
- Nepticula turbidella
- Nepticula turicella
- Nepticula turicensis
- Nepticula uliginosi
- Nepticula ulmariae
- Nepticula ulmella
- Nepticula ulmi
- Nepticula ulmicola
- Nepticula ulmifoliae
- Nepticula ulmiphaga
- Nepticula unicolor
- Nepticula unifasciella
- Nepticula uniformis
- Nepticula utensis
- Nepticula vannifera
- Nepticula warburtonensis
- Nepticula variella
- Nepticula variicapitella
- Nepticula villosella
- Nepticula vimineticola
- Nepticula vincamajorella
- Nepticula virginiella
- Nepticula virgulae
- Nepticula viridella
- Nepticula viridissimella
- Nepticula wockeella
- Nepticula wollofella
- Nepticula vossensis
- Nepticula xuthomitra
- Nepticula xystodes
- Nepticula zangherii
- Nepticula zelleriella
- Nepticula zermattensis
- Nepticula zimmermanni
- Nepticula zizyphi